# 贝雷瓜尔多
贝雷瓜尔多（義大利語：Bereguardo），是意大利帕维亚省的一个市镇。总面积17.65平方公里，人口2824人，人口密度160.0人/平方公里（2009年）。国家统计（ISTAT）代码为018014。